# Строгановски дворец
Строгановският дворец е дворец на рода Строганови в Санкт Петербург, Русия на адрес Невски проспект 17.
Построен е по проект на архитекта Бартоломео Растрели през 1753–1754 г. Нареждан е сред образците на руския барок.
Днес там се намира филиал на Държавния руски музей, на който принадлежи зданието от 1988 г.

## Колекции
Главната колекция от живопис е принадлежала на граф Александър Строганов. Тя е увеличена от граф Сергей Строганов. През 20 век в двореца попада и колекцията на граф Павел Строганов.